# Schwarzwaldmilch
Die Schwarzwaldmilch (bis Dezember 2010 Breisgaumilch) ist eine deutsche Unternehmensgruppe der Milchverarbeitung in genossenschaftlicher Trägerschaft und Sitz in Freiburg im Breisgau. In Freiburg produziert die Firma u. a. Milch, Butter, saure Milchprodukte, Milchmischgetränke, Desserts und Brotaufstriche. In Offenburg werden Milchpulver und diverse Lebensmittelzusatzstoffe hergestellt, die in der Backwaren-, Süßwaren- und Gewürzwarenindustrie eingesetzt sowie der Sportlernahrung zugegeben werden.

## Geschichte

Ehemaliges Firmen-Logo

Älteste Vorläuferin der Schwarzwaldmilch war die 1876 gegründete „Milchgenossenschaft Freiburg“, der „Freiburger Milchhof“ von 1916 und „Hildweins Milchvertrieb“. Am 6. März 1930 wurden diese drei Unternehmen zusammengefasst in die „Breisgau Milchzentrale GmbH“, deren Hauptzweck die Versorgung der Freiburger Bevölkerung mit Milchprodukten war. 1930 wurden an die Gesellschaft bereits etwa 9,2 Millionen Liter Milch geliefert, zwanzig Jahre später wurden bereits 15 Millionen Liter Trinkmilch und über 9 Millionen Liter Milchprodukte produziert.
Von 1933 bis 1945 war die Schwarzwaldmilch ein Hort der SS. Ernst Schmidt, von 1930 bis 1945 Geschäftsführer der „Breisgau-Milchzentrale“ (BMZ) beteiligte die BMZ als eines der ersten Unternehmen an dem erstmals ausgelobten reichsweiten „Leistungskampf der Betriebe“. Schmidt soll ein strammer, ja fanatischer Nazi gewesen sein, obwohl er nach 1945 das Gegenteil behauptete.
Nach Ende des Zweiten Weltkrieges wurden Zug um Zug weitere Genossenschaften und Verarbeitungsbetriebe im Südwesten Baden-Württembergs übernommen. 1961/62 erfolgte die Umfirmierung in „Breisgau-Milch“, ab 1969 war eine stilisierte Kuhglocke das Markenzeichen des Unternehmens.
1981 übernahm die „Breisgau-Milch“ fast alle Anteile der 1932 gegründeten „Schwarzwaldmilch GmbH“ in Offenburg, beließ beide Namen und Markenauftritte jedoch als die beiden Teile der Unternehmensgruppe.
Im März 2010 wurde der Breisgau-Milch Etikettenschwindel vorgeworfen, da die Milch für das Produkt „Schwarzwälder Butter“ und vier anderer Produkte aus dem Allgäu stammte und dort auch verarbeitet wurde. Beworben wurden die Produkte mit der Aufschrift „Aus frischen Gräsern und Wiesenkräutern der Schwarzwälder Höhenlagen machen unsere Kühe die beste Schwarzwälder Milch, die wir schonend verarbeiten.“
Zum Dezember 2010 wurde die „Breisgau-Milch“ in Schwarzwaldmilch umbenannt, Markenzeichen wurde der Bollenhut. Das Unternehmen gliedert sich seitdem in die beiden Standorte Freiburg (Schwerpunkt Molkereiprodukte) und Offenburg (Schwerpunkt Milchpulver).
Seit 2017 ist die Milchanlieferung der Schwarzwaldmilch ohne Gentechnik zertifiziert und seit dem 1. Juli 2020 gilt ein Glyphosat-Verbot auf allen landwirtschaftlichen Flächen der Schwarzwaldmilchbauern, auf denen diese Futtermittel für den Milchviehbereich anbauen. Seit diesem Termin gilt auch ein Bezugsverbot von Eiweißfutter außerhalb Europas. Der Weideauslauf wird von der Molkerei mit einem Aufschlag auf den ausgezahlten Milchpreis gefördert.
Das neu gegründete Tochterunternehmen „Black Forest Nature GmbH“ führte im Frühjahr 2020 die veganen Bio-Haferdrinks der Marke „Velike!“ ein.
Geschäftsführer ist seit dem 1. Oktober 2013 Andreas Schneider.
Die Schwarzwaldmilch-Gruppe war von 2016 bis 2022 Hauptsponsor des SC Freiburg, bis zur Saison 2025/26 war die Gruppe Exklusivpartner.

## Struktur und Kennzahlen

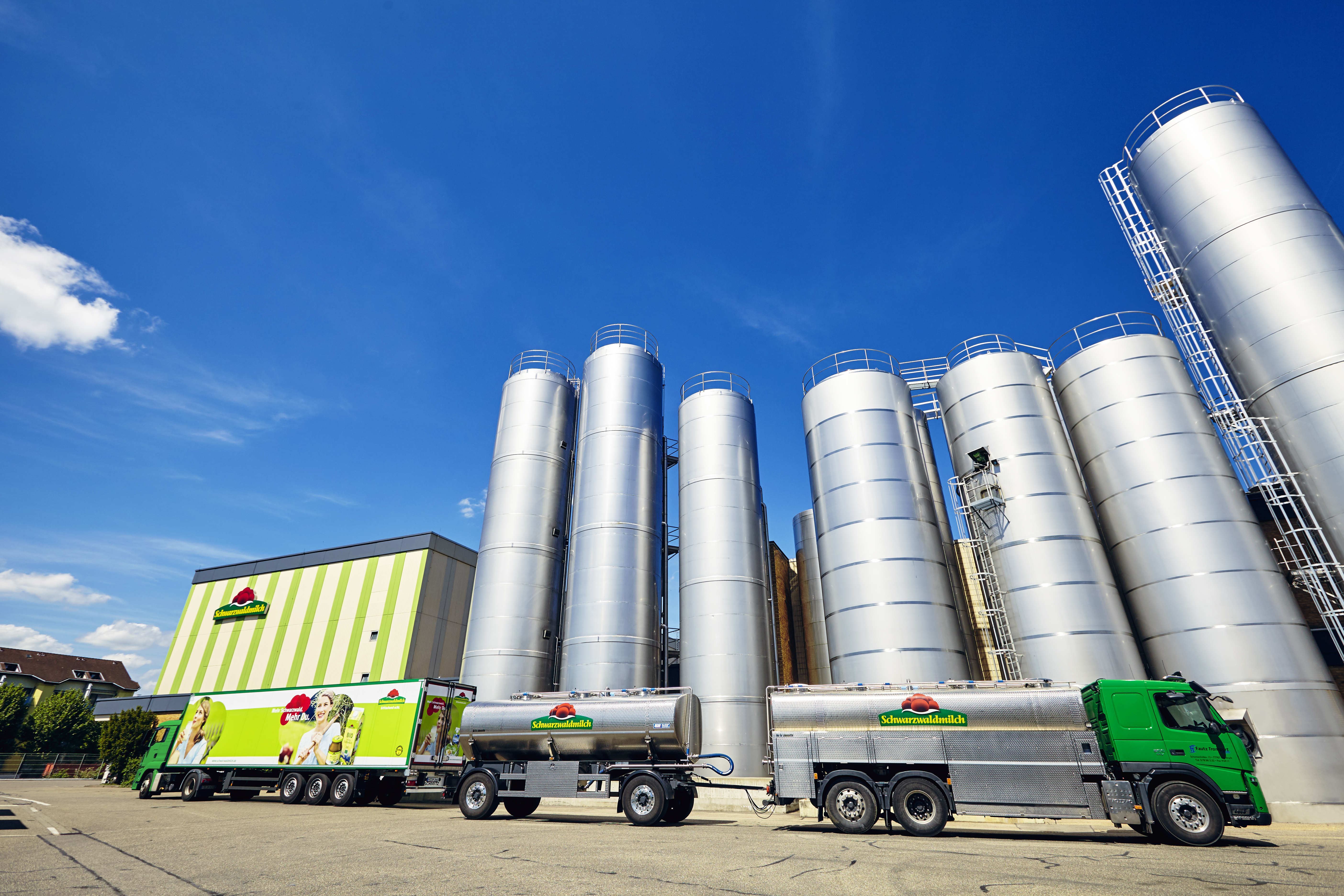
Die Molkerei Schwarzwaldmilch am Standort Freiburg

Die Schwarzwaldmilch-Gruppe setzt sich aus der Muttergesellschaft Schwarzwaldmilch GmbH Freiburg und der Tochtergesellschaft Schwarzwaldmilch GmbH Offenburg zusammen. Dabei ist seit dem 1. Januar 2015 die MEV (Milcherzeugervereinigung Schwarzwaldmilch eG) Gesellschafter der Schwarzwaldmilch, Sprachrohr der Genossenschaft und Vertretung der Erzeugervereinigung. Aufsichtsratsvorsitzender ist Markus Kaiser.
Als Genossenschaft sind die milchliefernden Höfe in den Gesellschaften organisiert und durch die Aufsichtsräte an Entscheidungen in der Molkerei beteiligt.
Das Stammkapital der Schwarzwaldmilch GmbH Freiburg beläuft sich auf gut 10 Millionen Euro (Stand: Dezember 2016).
Zum Jahresumsatz von 248 Millionen Euro trugen im Geschäftsjahr 2023 847 Milcherzeuger bei; an den beiden Standorten waren zusammen rund 415 Mitarbeiter tätig, darunter 22 Auszubildende. Die verarbeitete Milchmenge betrug 270 Millionen Kilogramm. Die genossenschaftlichen Milcherzeuger erhielten von der Molkerei 2018 und auch 2019 einen im deutschen Vergleich überdurchschnittlichen Milchauszahlungspreis. Auch mit ihrem ausgezahlten Bio-Milchpreis lag die Molkerei über dem deutschen Durchschnitt.

## Marken
- „Schwarzwaldmilch“ (Dachmarke und grüne Premium-Produktlinie mit den Schwarzwälder Weidemilchprodukten, sowie Tresana)
- „Schwarzwaldmilch Bio“ (Bioland zertifiziertes Bio-Sortiment)
- „Schwarzwaldmilch Bio Heumilch“
- „Schwarzwaldmilch LAC lactosefrei“ (vielfältiges lactosefreies Produktsortiment mit ergänzenden lactosefreien, fructosefreien und glutenfreien Milchprodukten)
- „Schwarzwaldmilch Heimat-Linie“ (regionales, traditionelles Qualitätssortiment, inklusive der regional bekannten Jogis)
- „Schwarzwaldmilch Protein“
- „Velike!“ (veganes Bio-Sortiment aus regionalem Hafer: Haferdrink, Joghurtalternative)